# Лек Тауншип (округ Джуніата, Пенсільванія)
Лек Тауншип (англ. Lack Township) — селище (англ. township) в США, в окрузі Джуніата штату Пенсільванія. Населення — 636 осіб (2020).

## Демографія
Згідно з переписом 2010 року, у селищі мешкало 785 осіб у 315 домогосподарствах у складі 221 родини. Було 573 помешкання
Расовий склад населення:
| - 99,1 % — білих |

До двох чи більше рас належало 0,9 %. Частка іспаномовних становила 1,1 % від усіх жителів.
За віковим діапазоном населення розподілялося таким чином: 22,5 % — особи молодші 18 років, 60,6 % — особи у віці 18—64 років, 16,9 % — особи у віці 65 років та старші. Медіана віку мешканця становила 42,4 року. На 100 осіб жіночої статі у селищі припадало 112,2 чоловіків; на 100 жінок у віці від 18 років та старших — 108,9 чоловіків також старших 18 років.
Середній дохід на одне домашнє господарство становив 41 463 долари США (медіана — 32 260), а середній дохід на одну сім'ю — 46 262 долари (медіана — 36 250). Медіана доходів становила 34 167 доларів для чоловіків та 32 083 долари для жінок. За межею бідності перебувало 22,3 % осіб, у тому числі 40,9 % дітей у віці до 18 років та 10,5 % осіб у віці 65 років та старших.
Цивільне працевлаштоване населення становило 231 особа. Основні галузі зайнятості: освіта, охорона здоров'я та соціальна допомога — 20,8 %, будівництво — 11,7 %, роздрібна торгівля — 11,3 %, виробництво — 11,3 %.